# Saint-Vallier-sur-Marne
Saint-Vallier-sur-Marne ist eine französische Gemeinde mit 173 Einwohnern (Stand: 1. Januar 2022) im Département Haute-Marne in der Region Grand Est (vor 2016 Champagne-Ardenne); sie gehört zum Arrondissement Langres und zum Kanton Chalindrey. Die Einwohner werden Saint-Vallierois und Saint-Vallieroises genannt.

## Geografie
Saint-Vallier-sur-Marne liegt etwa 38 Kilometer südöstlich von Chaumont. Die Marne begrenzt die Gemeinde im Westen. Umgeben wird Saint-Vallier-sur-Marne von den Nachbargemeinden Chatenay-Mâcheron und Saint-Maurice im Norden, Chatenay-Vaudin im Nordosten, Culmont im Osten, Chalindrey im Südosten, Balesmes-sur-Marne im Süden sowie Langres im Westen und Nordwesten.

## Bevölkerungsentwicklung
| Jahr                       | 1962 | 1968 | 1975 | 1982 | 1990 | 1999 | 2006 | 2011 | 2019 |
| Einwohner                  | 121  | 128  | 125  | 149  | 141  | 138  | 180  | 178  | 172  |
| Quellen: Cassini und INSEE |      |      |      |      |      |      |      |      |      |

## Sehenswürdigkeiten

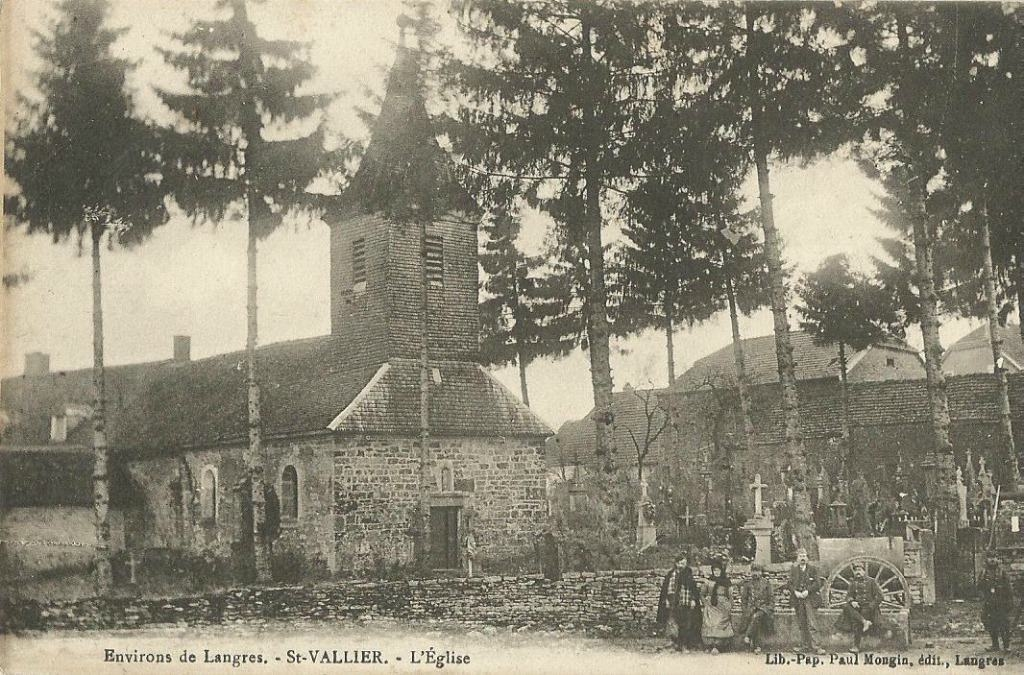
Postkarte (um 1910) mit der Kirche Saint-Vallier

- Kirche Saint-Vallier

## Persönlichkeiten
- Simon Garnier (1765–1827), Bischof von Vannes (1826/1827), geboren in Saint-Vallier-sur-Marne